# Rossumata
La rossumata (resümada, rüsümada o rosümada in lombardo; rüśumä o raśumä in emiliano occidentale) è una crema dolce e spumosa a base di uova, zucchero e vino, diffusa in Lombardia e nel Piacentino, con varianti in quantità degli ingredienti a seconda della zona.
Simile allo zabaione e all'uovo sbattuto, veniva considerata un preparato energizzante e ricostituente per riprendersi dopo la dura giornata di lavoro o per la convalescenza dopo malattie.

## Preparazione e accompagnamento
In genere la rossumata viene preparata a temperatura ambiente, montando 4 uova freschissime con 4 cucchiai di zucchero ed incorporando successivamente il vino rosso. Può essere consumata così o accompagnata da pane o biscotti.